# カンゾウ属

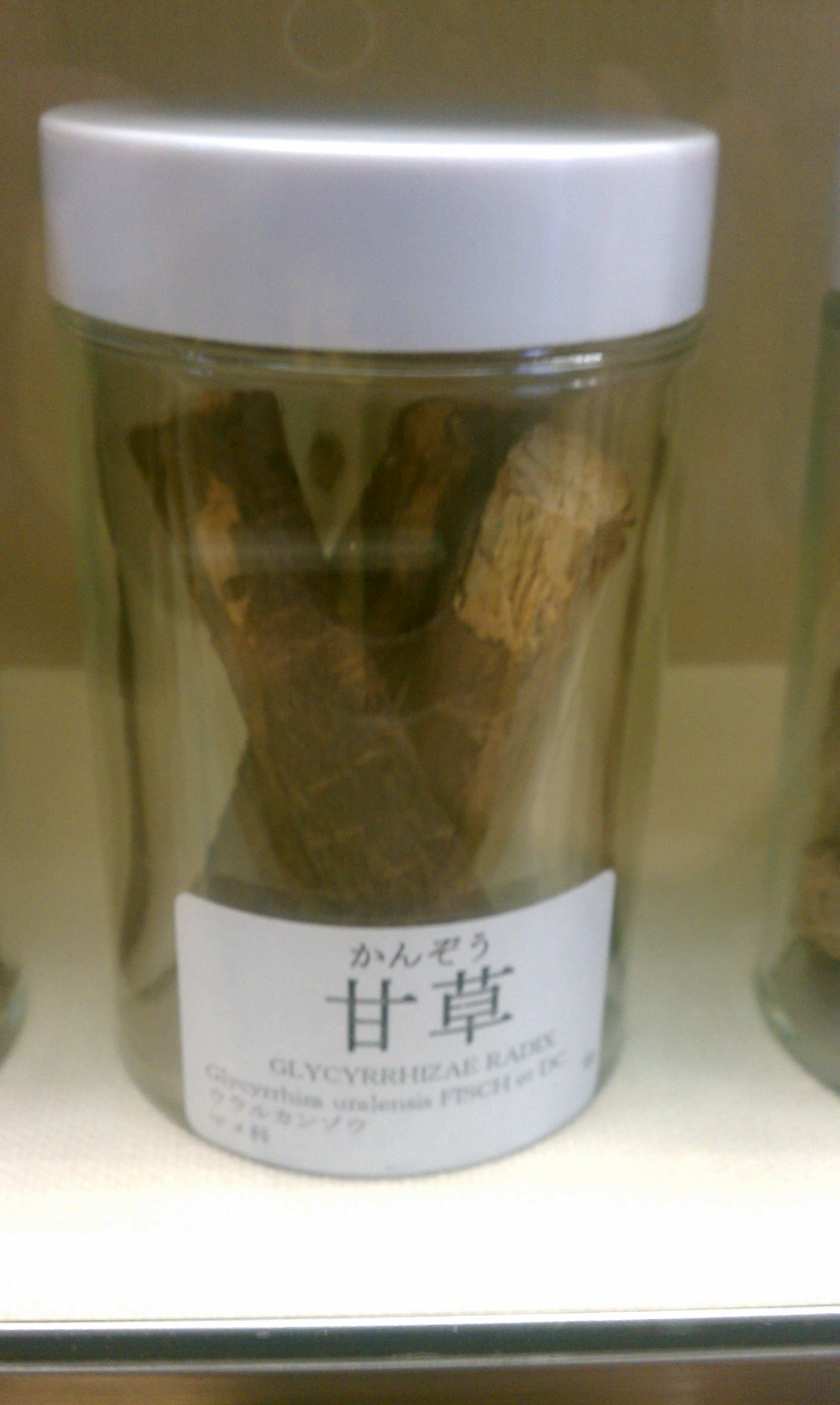
甘草（生薬）

カンゾウ属（甘草属 Glycyrrhiza）は、地中海地方、小アジア、ロシア南部、中央アジア、中国北部、北アメリカなどに自生するマメ科の多年草で、18種が知られている。薬用植物であり、根（一部の種類は根茎を含む）を乾燥させたものを生薬として用いる。

## 種

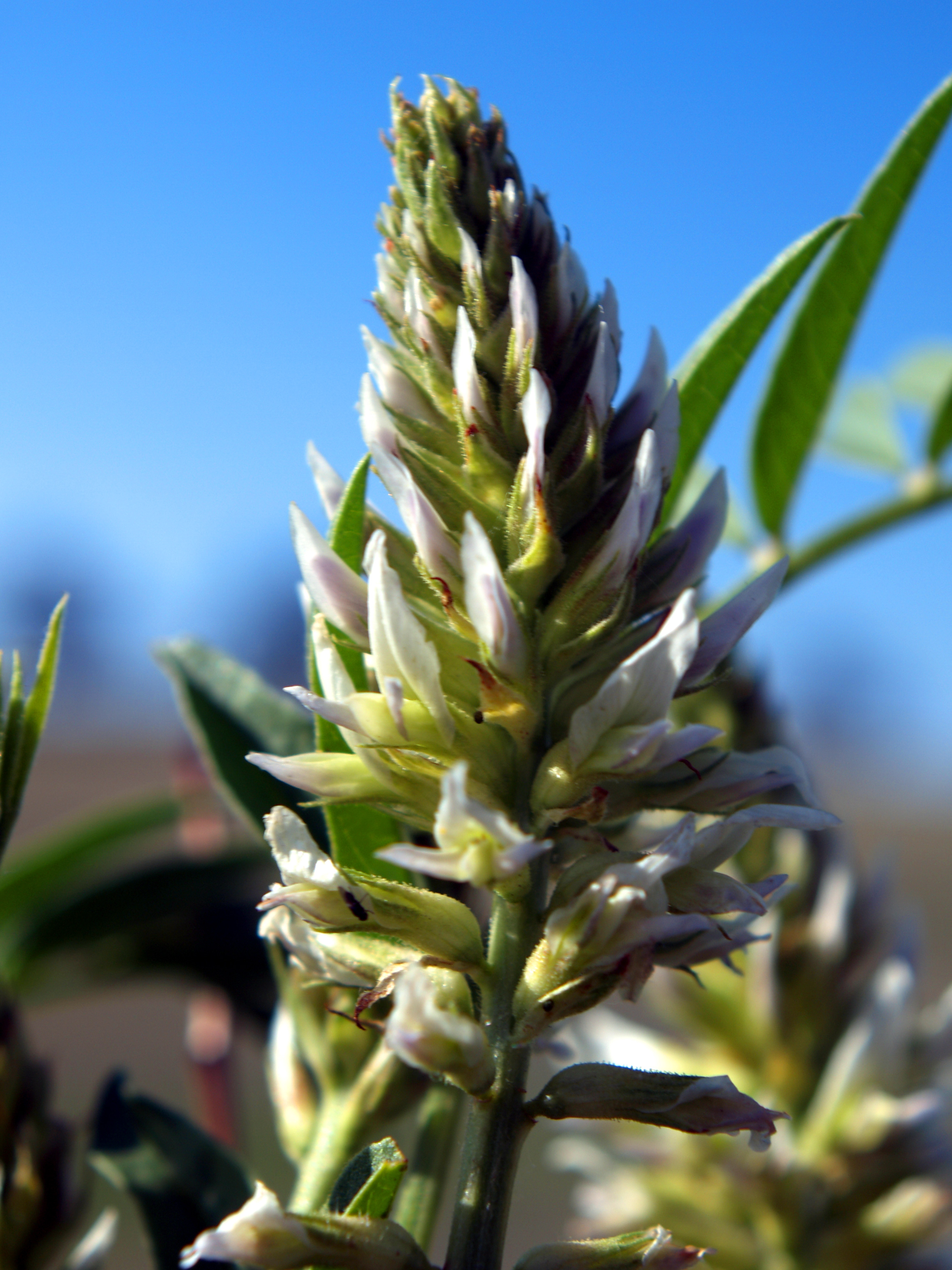
アメリカカンゾウ

- Glycyrrhiza acanthocarpa
- G. aspera
- G. astragalina
- G. bucharica
- ロシアカンゾウ G. echinata
- G. eglandulosa
- G. foetida
- G. foetidissima
- スペインカンゾウ G. glabra
- G. gontscharovii
- G. iconica
- G. korshinskyi
- アメリカカンゾウ . lepidota
- G. pallidiflora
- G. squamulosa
- G. triphylla
- ウラルカンゾウ G. uralensis
- G. yunnanensis
- 新疆カンゾウ G. inflata

## 利用

### 甘味料
生薬の甘草はそのまま、またはエキスや粉末を甘味料として用いる。甘味成分としては、グリチルリチン、ブドウ糖、ショ糖などが含まれる。醤油の甘味料として使われる。
独特の薬臭い香気があるため、甘味料としては使い方に注意する必要があるが、欧米ではリコリス菓子やルートビアと呼ばれるソフトドリンク、リキュールの原料として盛んに利用されている。グリチルリチンの甘味は砂糖の150倍もあり低カロリーなため、欧米では甘草は健康的な食品添加物と認識されているが、偽性アルドステロン症などの副作用を生じる事がある。

### 日本での栽培
甘草の栽培は日本では300年以上前から行なわれており、江戸時代には山梨県甲州市の甘草屋敷や江戸の小石川御薬園で栽培されていた。現在は輸入品の方が安いため、ほぼ100%を中国・旧ソ連・アフガニスタンなどからの輸入に頼っているが、グリチルリチンの含有量が一定でなく、乱獲による絶滅が懸念されているため、2008年度から佐賀県玄海町と九州大学の協力により再び国産栽培が試みられることになった。
2010年10月28日、ゼネコンの鹿島建設は千葉大学、独立行政法人医薬基盤研究所との共同開発で水耕栽培による大量生産システムの開発に成功したと発表した。肥料の入った水で栽培すると根が太くなりにくいのが課題だったが、この栽培法では1年から1年半程度にまで短縮を実現した（甘草は薬草として生育するまでに自然環境下では4年程度かかる）。
2010年12月5日、三菱樹脂が日本国内で初めて本格的な商業生産に着手する事を発表。数年後には国内需要の全量を賄う規模まで拡大し、中国への輸出も検討するとしている。
2011年の東日本大震災の津波により被災した宮城県岩沼市の農地での甘草栽培が試みられており、同市の海水が浸水した農地で育てた甘草は浸水していない土地で栽培したものよりも葉・地下茎共に成長が良くなることが報道された（これは、甘草が厳しい自然環境下ほどよく育つためという）。
独立行政法人・医薬基盤研究所薬用植物資源研究センター北海道研究部（北海道名寄市）は、2012年に独自開発した国内栽培用品種の育苗に成功し、2014年7月に国に種苗登録申請を行った。
2015年7月、三菱樹脂が第16改正日本薬局方基準が定めたグリチルリチン酸含量2.5％以上を満たす、医薬品原材料として使用可能な、国内での甘草の量産化の目途がたったと発表した。
2017年7月、武田薬品工業は、漢方薬の主要な原料である生薬「カンゾウ」の量産に日本で初めて成功したと明らかにした。2020年までに同社製品に使うカンゾウをすべて国産に切り替える方針。2017年時点で年間1600トン近くが中国から輸入されていた。

### 薬用
漢方薬に広範囲にわたって用いられる生薬であり、日本国内で発売されている漢方薬の約7割に用いられている。漢方薬は一般的に複数の生薬をあらかじめ組み合わせた方剤をさすが、甘草湯（かんぞうとう）という甘草のみを用いた漢方では珍しい単味の処方のものがある。
日本薬局方においては、ウラルカンゾウ（別名東北甘草、学名G. uralensis）またはスペインカンゾウ（別名西北甘草、リコリス、学名G. glabra）の甘草が基原植物とされており、グリチルリチン（グリチルリチン酸）2.5%以上を含むと規定されている。
生薬として、漢方では緩和作用、止渇作用があるとされている。各種の生薬を緩和・調和する目的で多数の漢方方剤に配合されている。このため、漢方ではもっとも基本的な薬草の一つと考えられており、「国老」とも称された。安中散、四君子湯、十全大補湯、人参湯など多数の漢方方剤に使われる。また、甘草だけで甘草湯という処方もあり（漢方で生薬を単独で使うのはまれ）、喉の痛みや、咳を鎮める効果があるとされる。
グリチルリチンは肝機能障害、アレルギーに有効であるとされ、内服薬あるいは輸液に製剤化されている。グリチルリチンを加水分解して得たグリチルレチンは、その消炎作用から目薬としても用いられている。
グリチルリチンやその他の甘草から得られる物質は消炎作用や美白の効果を持ち、医薬のみならず、化粧品や医薬部外品の原料としても重要である。
カンゾウはドイツのヴュルツブルク大学やWWFなどの審査によって「2012年の薬用植物」に選ばれた。ヴュルツブルク大学の薬用植物学史の専門家Johannes Mayer教授は、「カンゾウは咳や喉の痛みを瞬時に和らげることができる特別な植物である。はるか昔、古代ギリシャや古代エジプトから、医者は咳や声がれ（嗄声、させい）やぜんそくの治療にカンゾウを用いてきた」と述べた。
かつて、デザイナーフーズ計画のピラミッドで1群に属しており、キャベツと共に、最上位に属するニンニクに次いで高い癌予防効果のある食材であると位置づけられていた。

#### 副作用
主成分のグリチルリチンには低カリウム血症や血圧上昇、浮腫（偽性アルドステロン症）などの副作用が知られており、一時に多量に用いてはならない。１日の上限値はグリチルリチン300mg（甘草として7.5ｇ）とされる。
禁忌
- アルドステロン症の患者
- ミオパシーのある患者
- 低カリウム血症のある患者